# Gregor von Bochmann der Jüngere

Gregor von Bochmann d. J.

Gregor von Bochmann d. J. (* 23. September 1878 in Düsseldorf; † 20. September 1914 an der Aisne bei Laon) war ein deutscher Bildhauer.

## Leben
Bochmann war ein Sohn des Malers Gregor von Bochmann und dessen Ehefrau Emilie von Bochmann geborene Poensgen, zur Unterscheidung von seinem bekannten Vater erhielt der Sohn den Namenszusatz der Jüngere (d. J.). Er studierte an der Düsseldorfer Kunstakademie bei Karl Janssen. Am 1. September 1905 heiratete er Marianne Feddersen, eine Tochter des Landschaftsmalers Hans Peter Feddersen. Etwa 1907 bezog von Bochmann eines der Ateliers im Künstlerhaus des Bildhauers August Bauer (1868–1961), Grafenberger Allee 32/34 in Düsseldorf. Am Ersten Weltkrieg nahm er als Kriegsfreiwilliger im Range eines Offiziers des 3. Westfälischen Landwehr-Regiments Nr. 16 (VII. Armee-Korps) teil. Im September 1914 fiel er in Frankreich, auf einer Anhöhe am Chemin des Dames. Seine Frau starb im April 1915 und hinterließ zwei Kinder, die dann bei den Großeltern Bochmann aufwuchsen.

## Werke
Nach seinem Studium etablierte Bochmann sein Atelier in Düsseldorf, erst an der Geibelstraße, dann an der Herderstraße, zuletzt an der Kurfürstenstraße. Thematisch folgte er im Wesentlichen der Genremalerei seines Vaters, entwickelte aber eine Vorliebe für Themen und Szenen aus dem friesischen Milieu. Beispielhaft hierfür steht die Plastik Holländisches Fischermädchen (Gips, 42 cm) aus dem Jahr 1902, das sich heute im Besitz des Museumsbergs Flensburg befindet. 1904 wurde seine Skulptur Der Abschied in Wien mit der großen goldenen Staatsmedaille ausgezeichnet, nachdem sie bereits 1902 auf der Düsseldorfer Industrie- und Gewerbeausstellung gezeigt worden war. 1911 bekam er den Ehrenpreis der Stadt Düsseldorf für sein Werk Männlicher Halbakt (Tauwerfer), welches zusammen mit seiner weiblichen Brunnenfigur auf der Großen Kunstausstellung der Stadt gezeigt worden war. Bochmann beteiligte sich an  weiteren Ausstellungen in Wien, Dresden, Köln und München. Der Neckereibrunnen vor dem Görres-Gymnasium an der Königsallee entstand 1909. Für die Kreuzkirche entwarf Bochmann 1910 einen dreiteiligen Zyklus von Reliefs. In Herford wurde im Juni 1909 das Linnenbauerdenkmal eingeweiht.

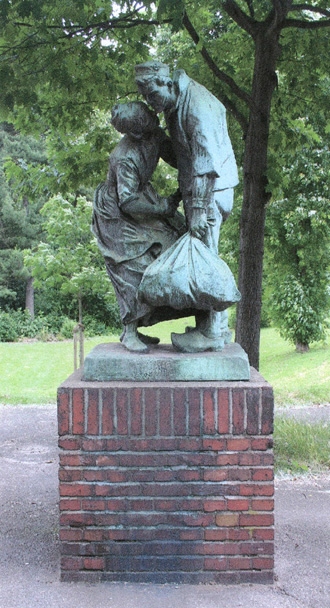
Der Abschied
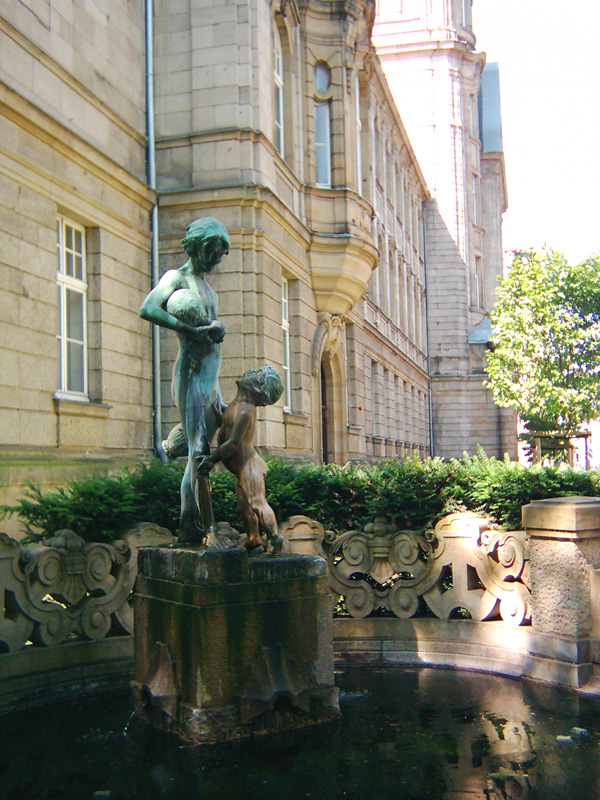
Neckereibrunnen
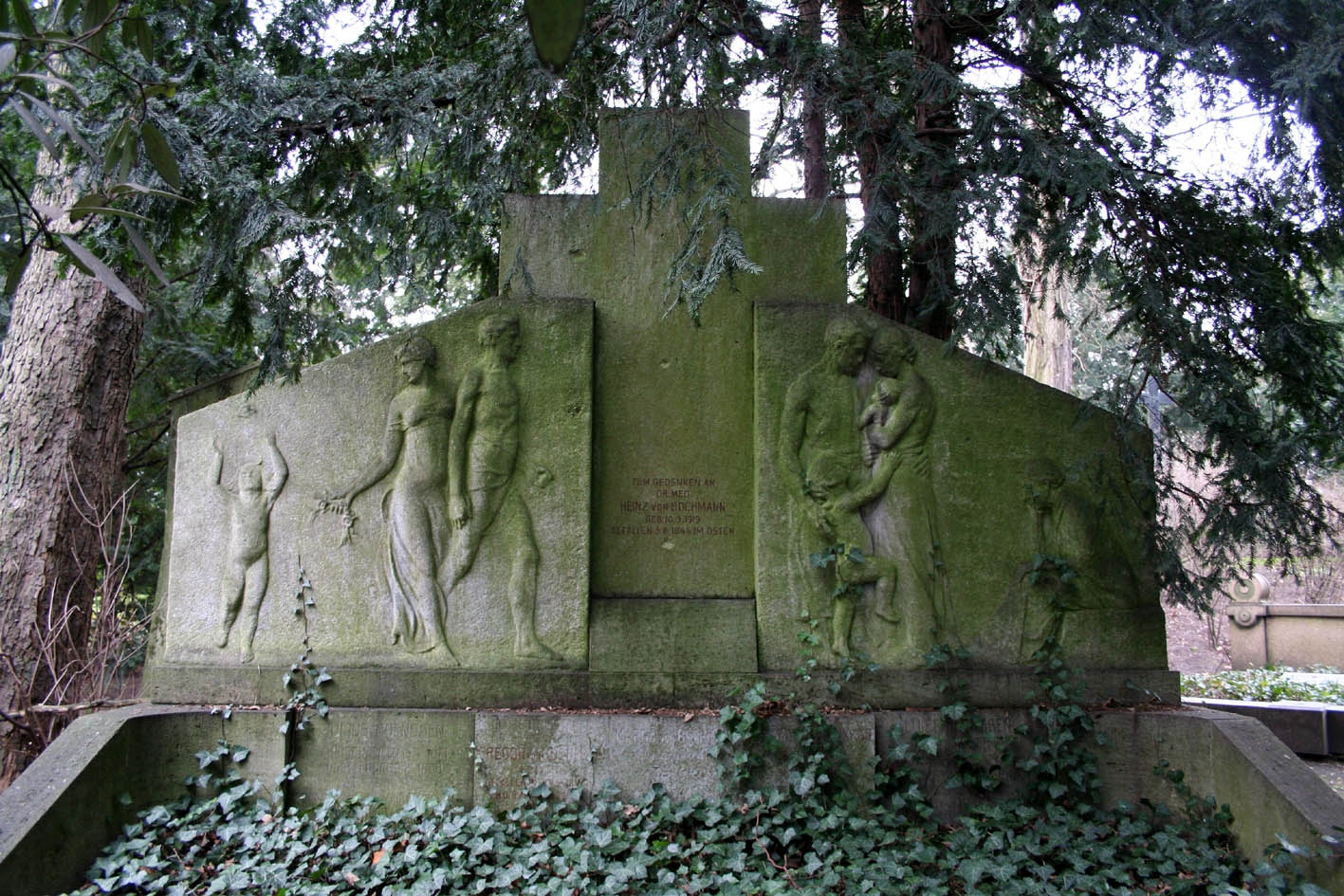
Vier Lebensalter (Reliefs am Grabmal für Julius Poensgen)
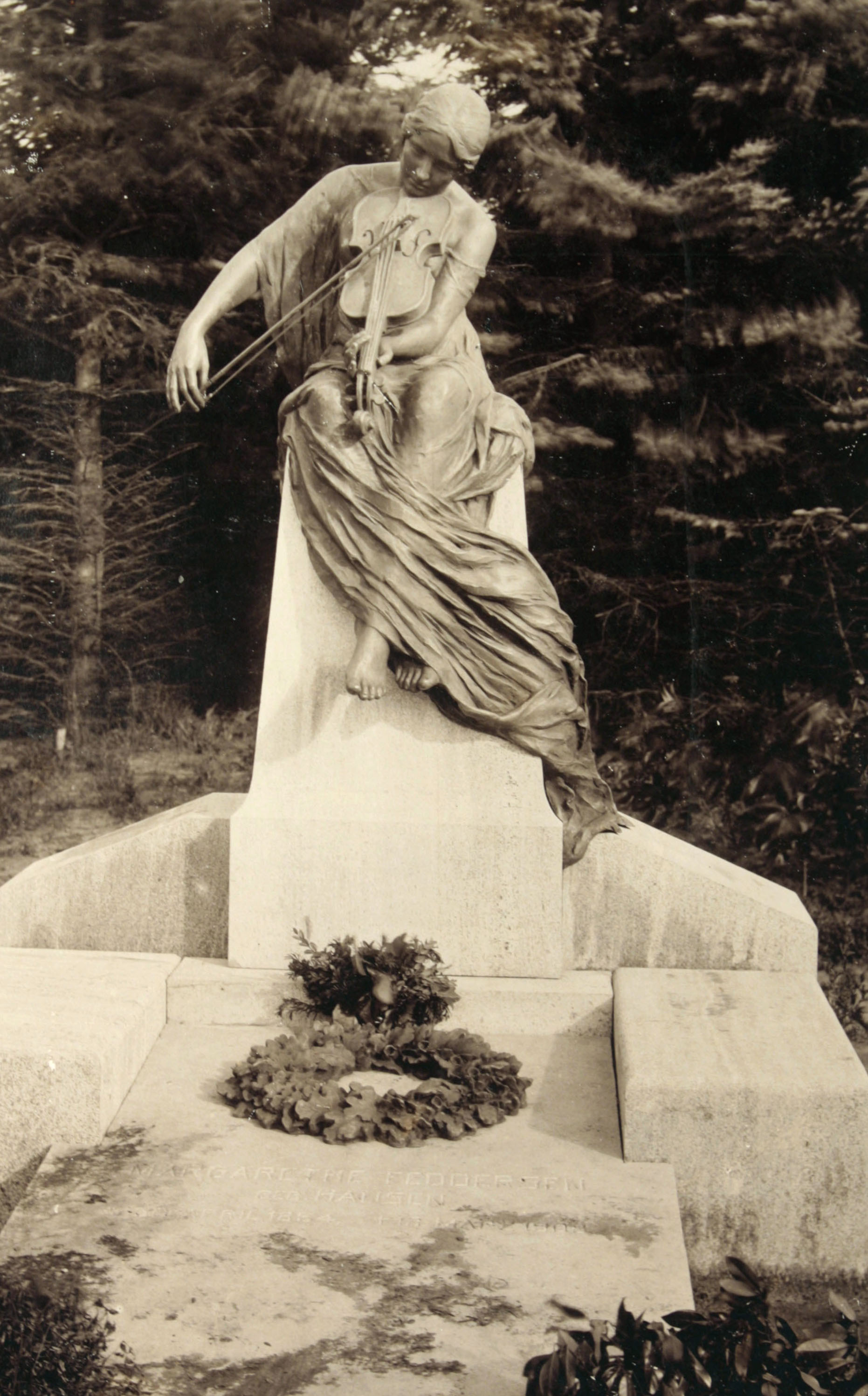
Grabmal für Hans Peter Feddersen
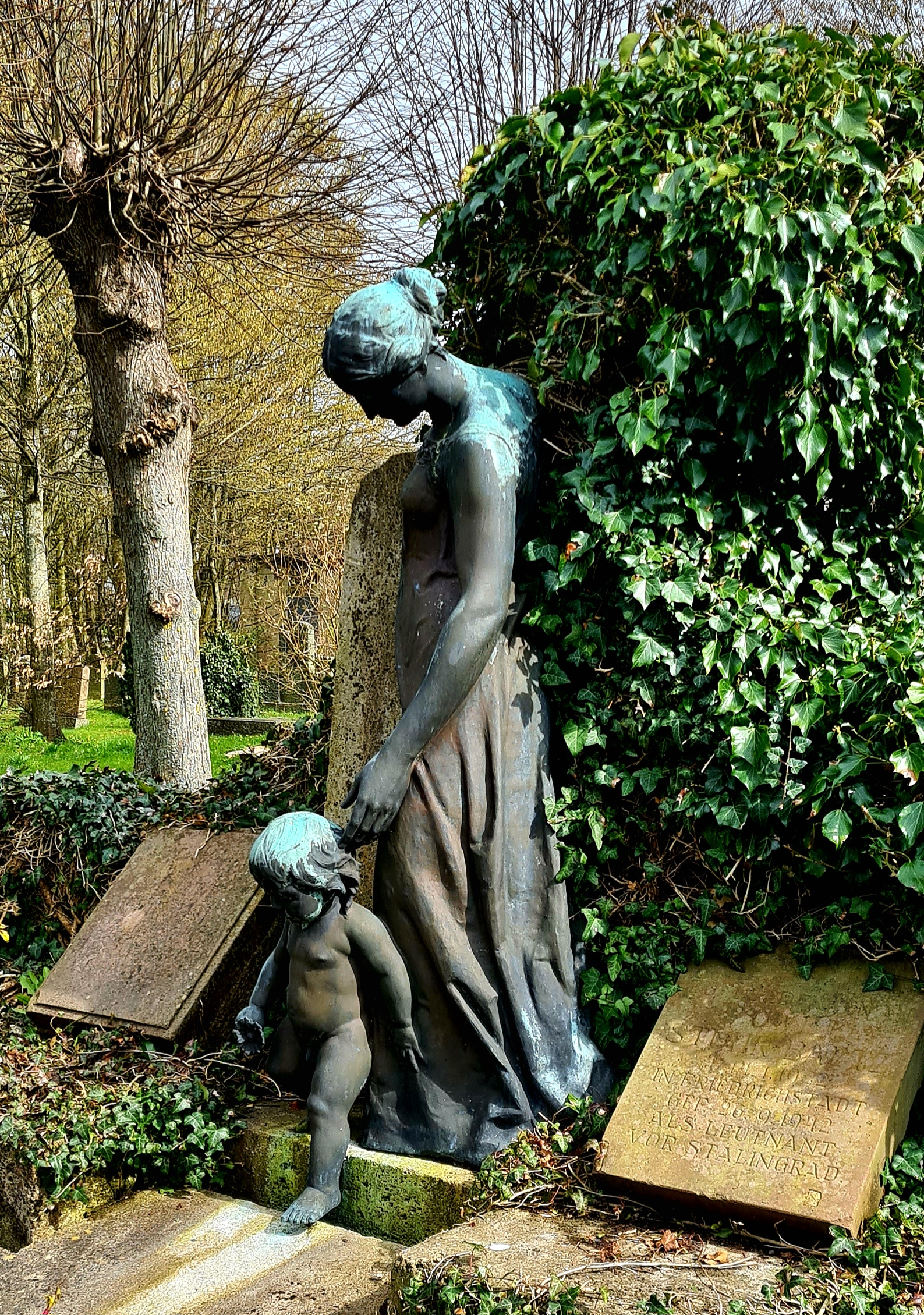
Grabmal auf dem Friedrichstädter Friedhof

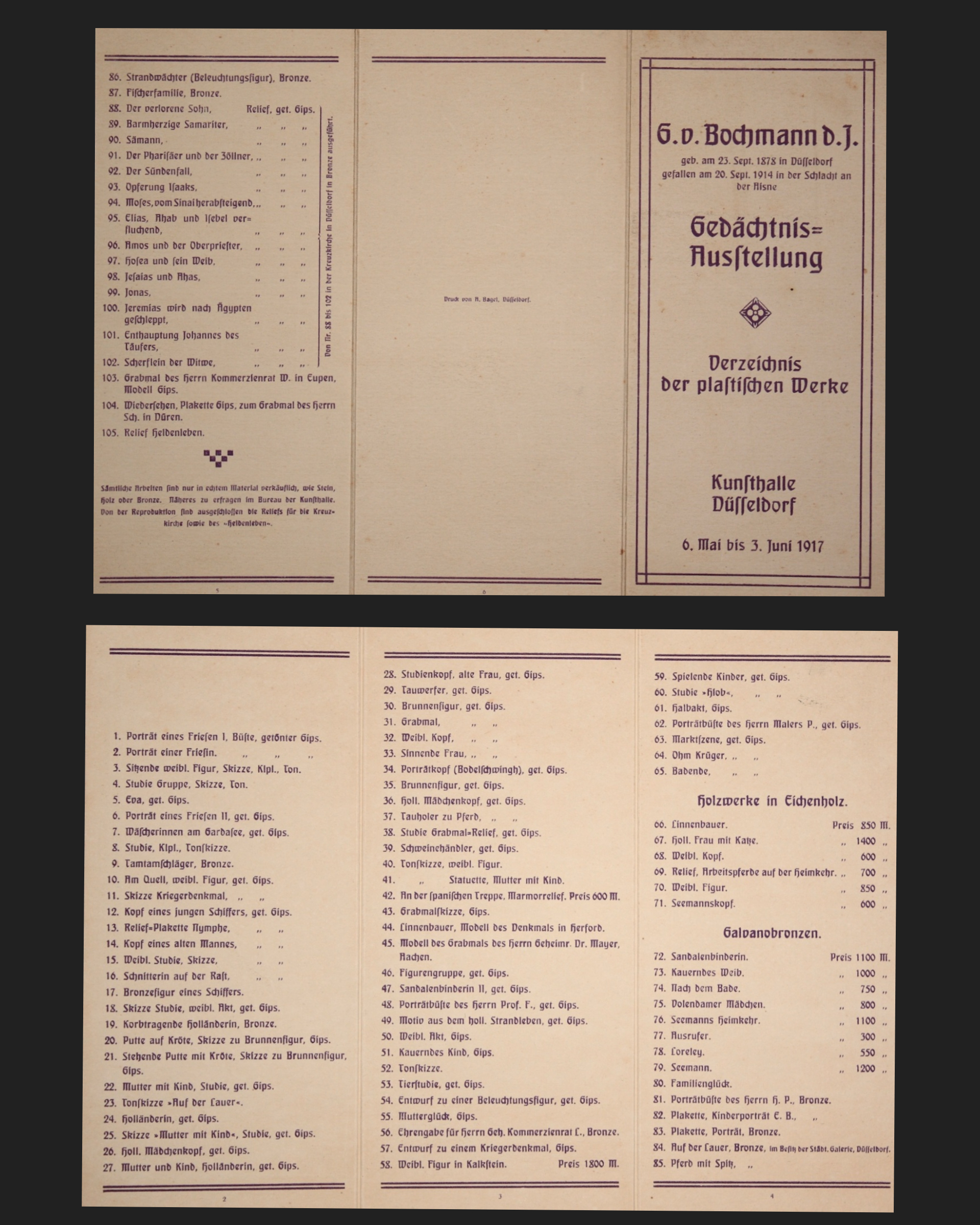
Katalog der Gedächtnisausstellung für Gregor v. Bochmann d. Jüngeren in Düsseldorf 1917

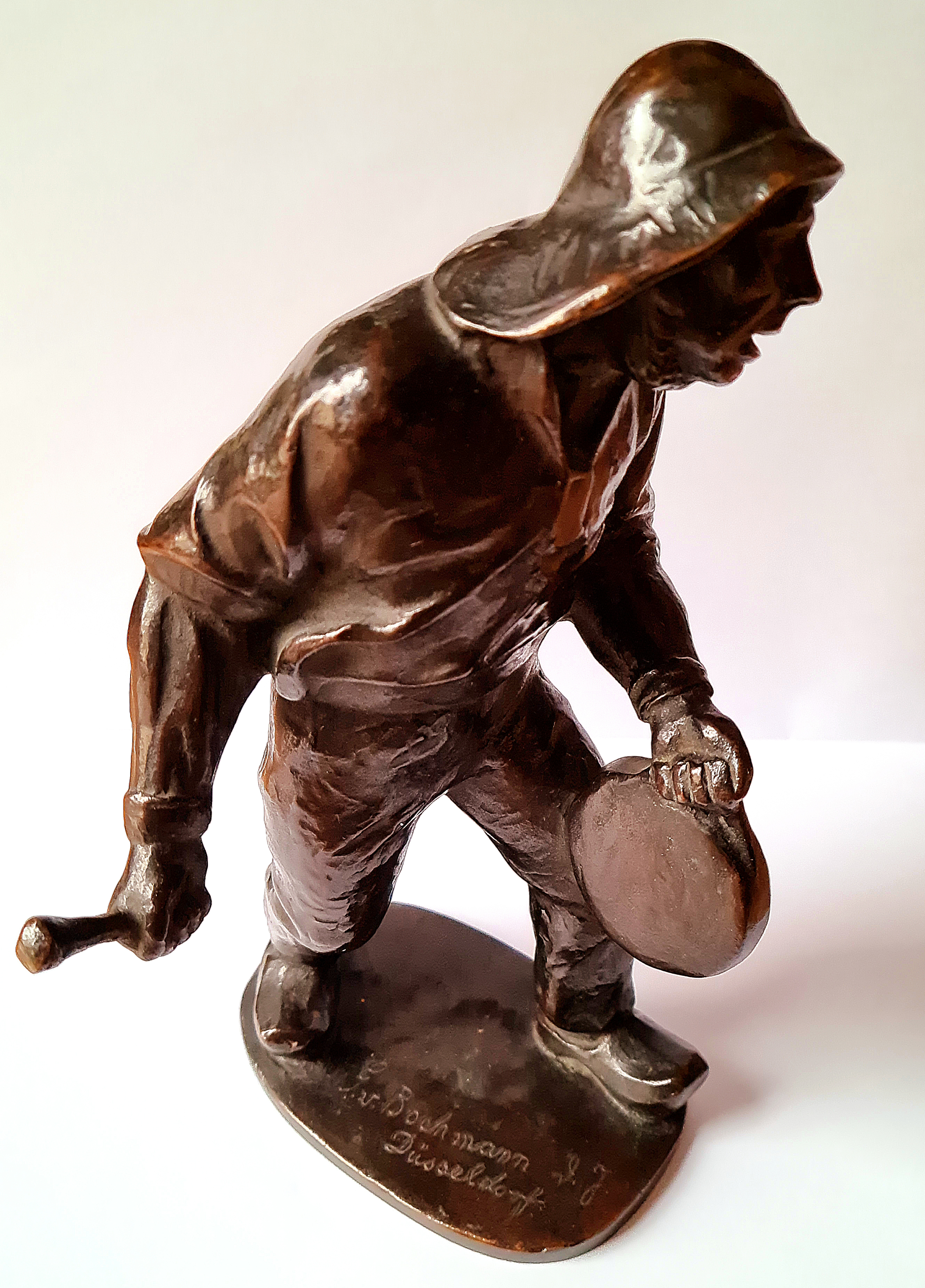
„Tamtamschläger“ Bronze, 23 cm, Gedächtnisausstellung in Düsseldorf 1917, Werkverzeichnis W104

Vom 6. Mai bis 3. Juni 1917 fand in der Düsseldorfer Kunsthalle eine Gedächtnisausstellung für den verstorbenen Künstler statt. Im Jahr 1932 wurde seine Bronze Der Abschied in Oberkassel aufgestellt. Für das Grab seines Großvaters Julius Poensgen auf dem Düsseldorfer Nordfriedhof hatte er ein zweiteiliges Relief Vier Lebensalter geschaffen, unter den Grabinschriften wurde eine Platte zum Gedenken an den Bildhauer eingelassen. Verschiedene seiner Skulpturen sind heute in Düsseldorf im öffentlichen Raum zu sehen.